# ケルビン・ヘルムホルツ不安定性

KH不安定のシミュレーション

ケルビン・ヘルムホルツ不安定性（ケルビン・ヘルムホルツふあんていせい、英: Kelvin–Helmholtz instability）とは、流体力学上の概念で、層を成しており各層ごとに密度の異なる流体が、お互いに異なる速度で水平運動するときに発生する、流体の不安定である。KH不安定、KHI とも呼ぶ。「ケルビン」は「ケルヴィン」とも表記する。
ケルビン・ヘルムホルツの名は、流体力学の発展に貢献したケルビン卿ことウィリアム・トムソン、ヘルマン・フォン・ヘルムホルツの2人にちなむ。

## 概要

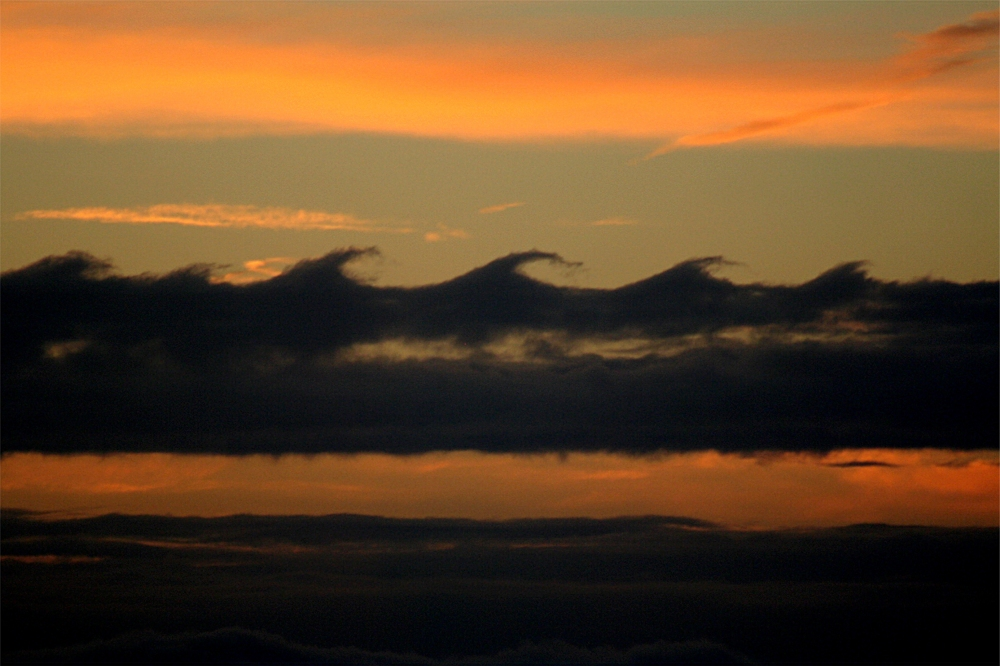
KH不安定に伴う波雲

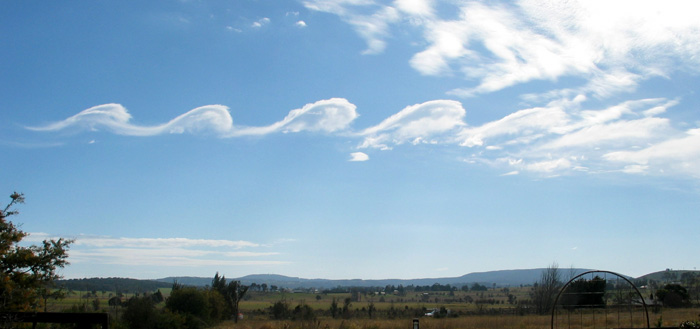
KH不安定に伴う波雲

密度や移動速度が異なる流体が接触している界面では、密度と渦度が不均一になり重力波を発生させる。界面でのこの波動が擾乱として成長すると、流体の運動が不安定化する。
水や大気などの層流がある場所でよく発生する。海では、塩分濃度の高い海水と河川から流入する淡水とが入り混じり、濃度の異なる層が形成されることがあり、ここで2層に速度差があると不安定になる。
また河川では、流速の異なる2つの流れが合流する地点で微小な擾乱を発生させると、擾乱を隔てた2流の界面に水圧の差圧（力勾配）が生じるためこれが成長する。つまり、不安定の状態になる。
大気でも、密度（温度や気圧）差と速度差のある大気が接している所で、不安定になる。どちらか一方の層が雲のある層でもう一方は雲がない場合、不安定によって発生した界面が雲の形となって現れる。波状雲はこうして成長した雲形の1つである。